# Edgard Vrolijk
Edgard G.A. Vrolijk (Aruba, 15 juni 1977) is een Arubaans politicus en statenlid. Van 8 juli 2021 tot 9 september 2024 was hij voorzitter van de Staten van Aruba.

## Leven en werk
Vrolijk groeide op in de wijk Shete, gelegen in het district Santa Cruz. Al op jonge leeftijd begon hij te voetballen. Op 15-jarige leeftijd stapte hij van SV Arsenal over naar SV Estrella, die meermalen landskampioen werd. Vrolijk maakte deel uit van de nationale selectie en speelde in diverse CONCACAF-klassificaties. Ook ontpopte hij zich vrij jong als coach, eerst in de voetbal- en later de honkbalsport. Hij is sedertdien actief als coach en bestuurder van de club SV Estrella.
In 2000 voltooide Vrolijk aan de IPA een HBO-opleiding tot leerkracht basisonderwijs. Van 2000 tot 2017 was hij werkzaam op de Cacique Macuarimaschool, waar hij zich jarenlang tevens inzette als schoolsportcoach. Aan de rechtenfaculteit van de Universiteit van Aruba studeerde hij in 2021 af op de scriptie getiteld De concept–rijkswet Caribische Hervormingsentiteit: De autonome positie van de landen binnen het Koninkrijk, de procedures bij een consensusrijkswet en de Caribische Hervormingsentiteit als zelfstandig bestuursorgaan.

## Politiek
In 2013 betrad Vrolijk de politieke arena als kandidaat nr. 15 op de MEP-lijst. Hij behaalde 586 persoonlijke stemmen bij de statenverkiezingen. In aanloop naar de verkiezingen van 2017 voerde hij campagne voor onderwijsverbetering en doorontwikkeling van het bewegingsonderwijs. Hij was goed voor 749 persoonlijke stemmen en werd gekozen tot lid van de Staten van Aruba. In 2019 was hij initiatiefnemer van het "e-learning proefproject" op enkele Arubaanse basisscholen. Later dat jaar diende Vrolijk, tezamen met Rocco Tjon, een initiatiefwet in voor de screening van aspirant-ministers, de zgn. "Landsverordening integriteit ministers". Bij een tweede behandeling door de Staten eind oktober 2021 werd de wet aangenomen met 19 stemmen voor en een tegen. Bij de statenverkiezingen in 2021 wist hij zijn zetel te behouden. Vrolijk werd op 8 juli 2021, tijdens de eerste vergadering van de nieuwe staten, gekozen tot parlementsvoorzitter. Hij werd herkozen bij de opening van het parlementair jaar in september 2021, 2022 en 2023. Toen hij in 2024 niet herkozen werd, leidde dit tot de plotselinge val van kabinet Wever-Croes II.
Edgard Vrolijk is gehuwd met Charissa Jarzagaray en samen hebben ze drie dochters.
John Booi · 
Pedro Bislip · 
Hector Gonzalez · 
Felix Flanegien · 
Marco Christiaans ·
Booshi Wever ·
Eddy Croes · 
Frido Croes · 
Marlon Werleman · 
Rudy Croes · 
Mervin Wyatt-Ras · 
Andy Lee · 
Paul Croes · 
Marisol Lopez-Tromp ·
Mervin Wyatt-Ras ·  
Guillfred Besaril · 
Ady Thijsen ·
Edgard Vrolijk